# Wallington (Londres)
Pour les articles homonymes, voir Wallington.

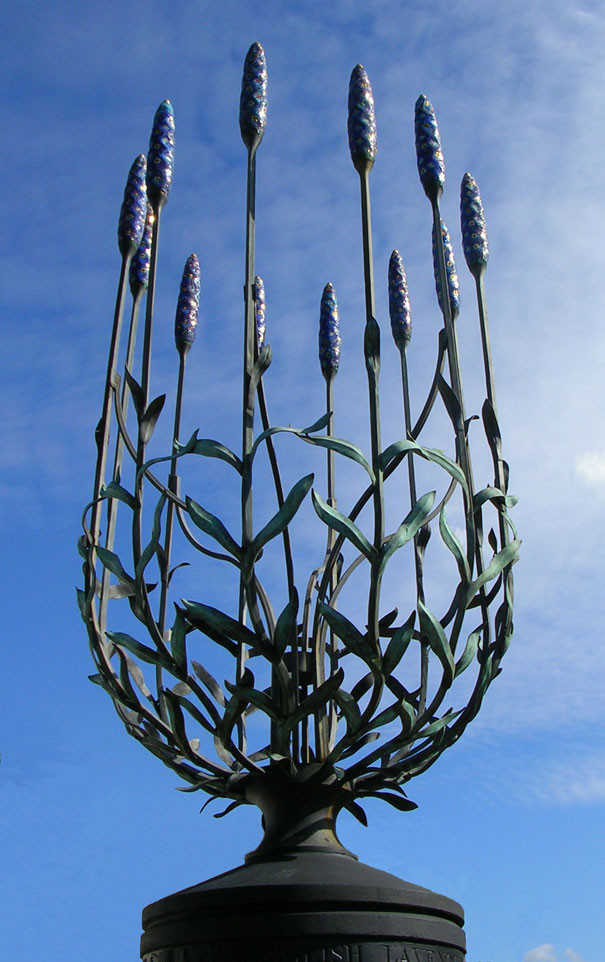
English Lavender, une sculpture par Guy Portelli dans le centre-ville

Wallington est une ville de la banlieue sud de Londres, dans le district de Sutton, à l'ouest de Croydon.

## Historique
Le nom Wallington vient de l'anglo-saxon « Waletone », qui signifie « village des Bretons ». Wallington apparait en 1086 à l'époque de Guillaume le Conquérant.
Wallington était un important centre de production d'huile de lavande jusqu'à la Première Guerre mondiale.  

## Personnes liés à la commune
- Jeff Beck (1944-2023), guitariste de rock anglais.